# Мегинхард фон Шпонгейм
Мегинхард фон Шпонгейм (нем. Meginhard von Sponheim; ок. 1100 — не позднее 1136) — граф Шпонгейма. Граф Мёрсберга (по правам жены).

## Биография
Сын Стефана фон Шпонгейма, умершего между 1101 и 1118 годами, и его жены Софии, чьё происхождение не выяснено. В случае, если Стефан фон Шпонгейм, упоминаемый в документах 1075 и 1101 годов, — это два разных лица (отец и сын), то Мегинхард — сын Стефана II.
Брат Рудольфа, который тоже упоминается как граф Шпонгейма, Гуго (ум. 1137) — архиепископа Кёльна, и Ютты (ум. 1136) — аббатисы в Дизибоденберге.
Не позднее 24 февраля 1118 года женился на Мехтильде фон Мёрсберг, дочери и наследнице графа Адальберта фон Мёрсберга и его жены Матильды де Муссон. После смерти тестя (не позднее 1125 года) стал по правам жены графом Мёрсберга.
Вместе с женой и с согласия брата Рудольфа основал монастырь Шпонгейм (1124 год) и передал его Майнцскому архиепископству, сохранив за собой права фогтства.

## Семья
Дети:
- Готфрид I, граф Шпонгейма
- Крафт, второй аббат монастыря Шпонгейм (1151—1174).

В хартии 1136 года в качестве свидетеля указан граф Шпонгейма Готфрид («…Godefridus comes de Spanheim…»). Значит, к тому времени Мегинхард уже умер.
Его вдова Мехтильда фон Мёрсберг вышла замуж за графа Адальберта I фон Диллингена (ум. 1151) и родила ему троих детей. Это означает, что ей тогда было не больше 30, а её покойному мужу — не более 35 лет.